# Смак осінньої сайри
Смак осінньої сайри (яп. 秋刀魚の味, Sanma no Aji), в англомовному прокаті «Осінній полудень» (англ. An Autumn Afternoon) — японський драматичний фільм 1962 року, знятий режисером Одзу Ясудзіро для кінокомпанії Shochiku Films. У головній ролі Тісю Рю, який грає патріарха сім'ї Хіраяма, що зрештою усвідомлює свій обов'язок влаштувати шлюб для своєї доньки Мітіко (Сіма Івашіта). Це був останній фільм Озу; він помер наступного року, у віці 60 років.
Сьогодні «Смак осінньої сайри» багато хто вважає одним із найкращих творів Одзу.

## Сюжет

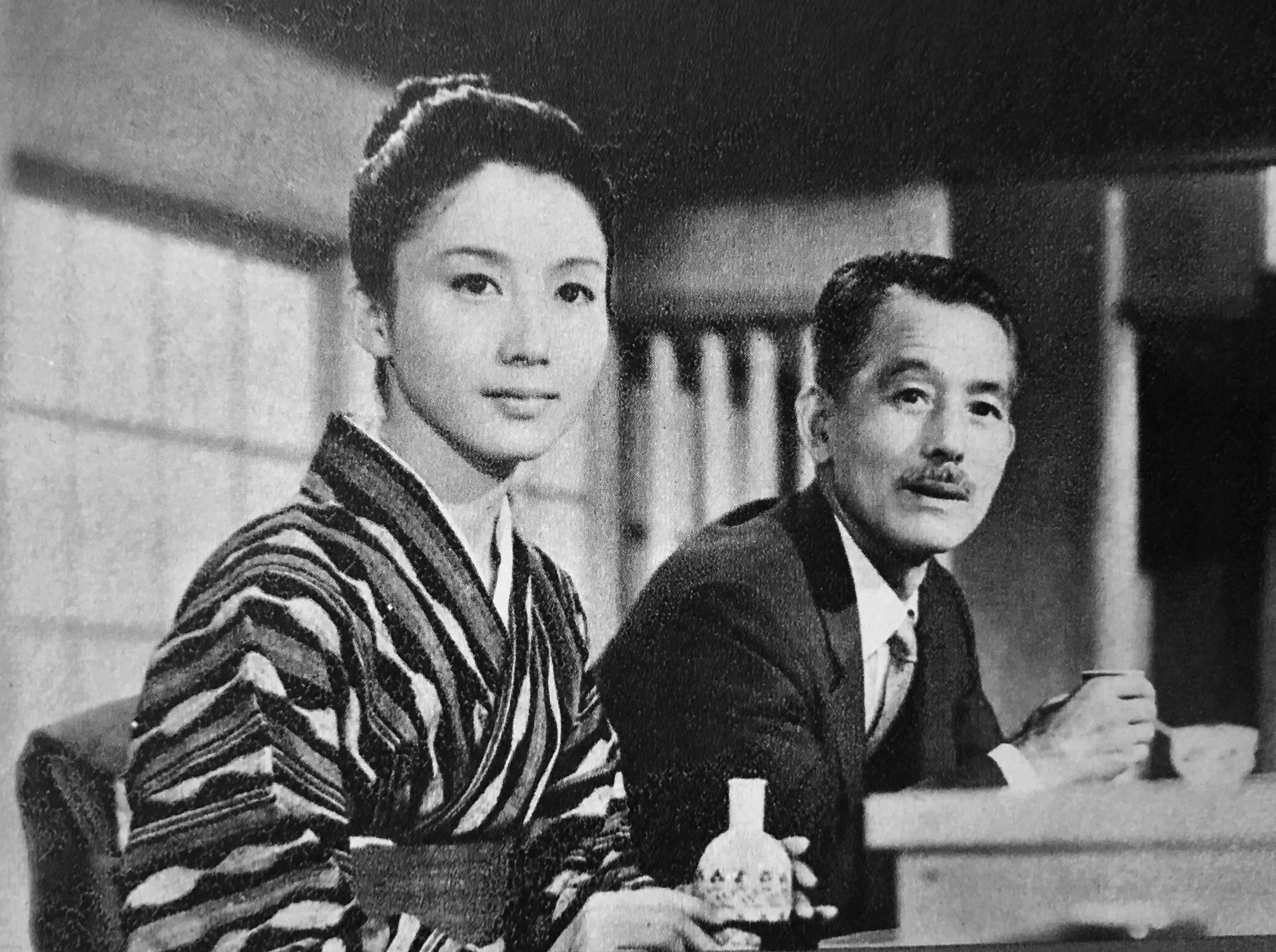
Мітіко з батьком

Події фільму розгортаються у Токіо 1962 року. Сюхей Хіраяма (Тісю Рю) — старіючий вдівець із 32-річним одруженим сином Коічі (Кейдзі Сада) та двома неодруженими дітьми: 24-річною донькою Мітіко (Сіма Івашіта) та 21-річним сином Кадзуо (Шін'ічіро Мікамі). Вік дітей і те, що вони пам'ятають про свою матір, дозволяє припустити, що вона загинула незадовго до кінця війни, можливо, під час бомбардування Токіо в 1944-45 роках. Після одруження Коічі переїхав жити з дружиною в маленьку квартиру, залишивши Хіраяму і Казуо на піклування Мітіко.
Хіраяма та п'ятеро його однокласників з середньої школи — Каваї (Нобуо Накамура), Хоріє (Рюдзі Кіта), Суґаї (Цудзай Суґавара), Ватанабе (Масао Ода) та Наканіші — регулярно зустрічаються в ресторані «Вакамацу» («Молода сосна»), власником якого є Суґаї. Вони згадують давні часи й жартують один над одним. Наприклад, Хоріє дражнять тим, що у нього нова молода дружина, і запитують, чи не вживає він пігулки для підтримки чоловічої сили.
Їхній старий вчитель китайської класики Сакума (Ейдзіро Тоно) на прізвисько Хьотан («Гарбуз») відвідує одну з таких зустрічей. З його репліки ми дізнаємося, що Хіраяма зі школи вступив до Імператорської військово-морської академії Японії, тож мав би бути кадровим морським офіцером до 1945 року. Сакума забагато випив, і коли Каваї та Хіраяма забирають його додому, вони дізнаються, що у нього настали важкі часи, і він керує дешевим рестораном з продажу локшини в робітничому районі. Вони знайомляться з його донькою середнього віку Томоко (Суґімура Харуко), яка в молодості не змогла одружитися, а тепер уже надто стара.
Колишні учні Сакуми вирішують допомогти йому грошима, і Хіраяма повертається до ресторану, щоб передати їх. Поки він там, Йошітаро Сакамото (Дайсуке Като), власник невеликої місцевої автомайстерні, заходить на миску локшини і впізнає Хіраяму як капітана корабля, на якому він служив старшиною під час війни. Він запрошує Хіраяму до свого улюбленого бару. Хіраяма помічає, що власник бару Каору (Кьоко Кісіда) схожий на його покійну дружину. Каору ставить запис патріотичної пісні Марш військового корабля (яп. 軍艦行進曲, Gunkan kōshinkyoku), і Сакамото марширує туди-сюди, віддаючи честь і співаючи безглузді склади в такт музиці, що є глузливою версією військової муштри. Пізніше Хіраяма заходить до бару сам, і Каору знову вмикає платівку. Двоє підпилих відвідувачів починають пародіювати підбадьорливі радіопропагандистські оголошення, які могли б звучати під цю мелодію під час війни.
Коїчі позичає у батька 50 000 єн нібито на купівлю холодильника, але це більше, ніж коштуватиме холодильник. Він планує використати зайві гроші, щоб купити у свого колеги Міури (Теруо Йошида) набір вживаних ключок для гольфу. Його дружина Акіко (Маріко Окада) не хоче, щоб він це робив, і каже, що якщо він збирається так себе балувати, то вона витратить гроші на дорогу білу шкіряну сумочку. Врешті-решт, висловивши свою точку зору, вона поступається.
«Гарбуз» розповідає своїм колишнім учням, що саме через те, що він егоїстично тримав її вдома, щоб вона доглядала за ним, його дочка тепер приречена на самотнє життя старої діви. Занепокоєний цим, Хіраяма усвідомлює власний егоїзм у тому, що тримав Мічіко вдома, щоб вона доглядала за ним, і вирішує влаштувати її шлюб. Він просить Коїчі дізнатися, чи не зацікавлений Міура, якого кохає Мічіко. На жаль, Міура вже заручений. Коїчі та Хіраяма повідомляють Мічіко цю новину. Мічіко не реагує, але йде до своєї кімнати. Хіраяма і Коїчі роблять висновок, що вона не засмучена, але трохи згодом заходить Кадзуо і запитує, чому Мітіко плаче. Пізніше Хіраяма запитує Мічіко, чи не хоче вона піти на сватання до кандидата, якого вибрав Каваї. Мічіко погоджується.
В одному з еліпсів, якими славиться Озу, фільм показує нам Мітіко, одягнену в традиційне весільне кімоно та головний убір. Вона явно погодилася на шлюб, але нареченого та весільну церемонію ніколи не показують. Після весілля Хіраяма йде до бару з друзями, а Коїчі, Акіко та Кадзуо чекають на нього вдома. Коли він повертається напідпитку, Коїчі та Акіко йдуть. Кадзуо йде спати, залишаючи Хіраяму самого.
У фінальній сцені меланхолійний Хіраяма п'яно наспівує уривки «Маршу військового корабля». Його останні слова у фільмі — «Самотній, еге ж?».

## У ролях
- Тісю Рю — Сюхей Хіраяма. Офісний працівник. Після втрати дружини живе зі старшою донькою та другим сином.
- Шима Івасіта — Мітіко Хіраяма. Старша 24-річна дочка Сюхея. Доглядає за батьком і молодшим братом.
- Кейдзі Сада — Коічі Хіраяма
- Маріко Окада — Акіко Хіраяма
- Теруо Йошіда — Ютака Міура
- Норіко Макі в ролі Фусако Тагучі
- Сінічіро Мікамі — Кадзуо Хіраяма
- Нобуо Накамура — Шузо Каваї
- Куніко Міяке — його дружина Нобуко Каваї
- Ейдзіро Тоно — Сейтаро Сакума, «Гарбуз»
- Харуко Сугімура — Томоко Сакума, його дочка
- Kyōko Kishida — власник бару «Kaoru»
- Рюдзі Кіта — Шін Хорі
- Мічіо Кан — Тамако, його друга дружина
- Дайсуке Като — Йосітаро Сакамото
- Цюсай Сугавара — Сугай
- Масао Ода — Ватанабе
- Тойо Такахаші — офіціантка в «Вакамацу»
- Шинобу Асаджі — Йоко Сасакі, секретарка Сюхея
- Мацуко Шига — жінка в квартирі Коічі та Акіко
- Фудзіо Суга — перший клієнт напідпитку в «Kaoru»
- Зен'ічі Інагава — другий п'яний клієнт у «Kaoru»

## Фільмування
Фільм знято на плівку Agfacolor, а титри фільму розміщено на тлі намальованого листя Вайя замість мішковини, яка використовувалася у всіх фільмах Озу, починаючи з «Історії про водорості, що пливуть» 1934 року.
Оригінальна японська назва «самна но адзі / sanma no aji» походить від назви риби санма (яп. 秋刀魚, sanma), буквально осіння сайра тихоокеанська (перший ієрогліф 秋 означає саме осінній сезон вилову). Як сезонна їжа, санма використовується в японській культурі як символ осені. Озу обрав її як символ змін, що відбуваються в Японії (пор. Весняний та Осінній періоди).
Фільм зображує стосунки між літнім батьком, чия дружина померла раніше за нього, та його донькою в день її весілля — тема, яку Одзу Ясудзіро постійно зображав у минулому, разом із темами «старіння» та «самотності» батька, який віддав свою доньку в шлюб. Сюжет є своєрідною варіацією його фільму «Пізня весна» (1949).
Виконавець головної ролі Тісю Рю чудово грає роль самотнього батька, а Сіма Івашіта — жваву роль доньки, що надає фільму відмінного від попередніх робіт Озу смаку. Після «Хіганбани» та «Осіннього сонця» Тойо Такахаші грає роль «господині Вакамацу» в цьому фільмі. До речі, кажуть, що Озу був настільки прискіпливий до сцени у фільмі, де Івашіта втрачає своє серце, що йому довелося перезнімати її понад 100 разів. Ріічі Урано відповідав за кімоно, а Ханае Морі — за західний одяг для костюма Мітіко, яку грала Івашіта. Озу був присутній при виборі костюмів і провів багато часу, ретельно обмірковуючи все — від тканини до форми коміра блузки.

## Сприйняття
1962 року актор Ейдзіро Тоно отримав нагороду японської кінопремії Майніті за найкращу чоловічу роль другого плану, Кіко Кісіда за найкращу жіночу роль другого плану, а Юхару Ацута за найкращу операторську роботу.
Фільм посів 8 місце в десятці найкращих фільмів Кінема Дзюнпо.
У 1999 році фільм посів 82-ге місце в списку «100 найкращих японських фільмів усіх часів за вибором кінематографістів», оголошеному Kinema Junposha.
Фільм показали в рамках секції «Класика Канн» Каннського кінофестивалю 2013 року.

### Рецензії
«Смак осінньої сайри» багато хто вважає шедевром. Кінокритик Роджер Еберт помістив фільм у свою колекцію «Великих фільмів», написавши: «Час від часу я повертаюся до Озу, відчуваючи потребу в заспокоєнні та відновленні. Це людина з глибоким розумінням людської природи, про яку він не робить драматичних заяв. Ми тут, ми сподіваємося бути щасливими, ми хочемо робити добро, ми замкнені у своїй самотності, життя триває». На сайті Rotten Tomatoes фільм має рейтинг 95 % на основі 22 рецензій із середньою оцінкою 8,8/10. Британський письменник і викладач кіно Джефф Ендрю, написав: «Осінній полудень» не є найвідомішим фільмом режисера, і більшість тих, хто знайомий з його творчістю, не називають його найбільшим досягненням; обидві ці найвищі оцінки, мабуть, найкраще підходять до «Токійської повісті» (1953). І дехто може навіть стверджувати, що загалом похмуріший тон раннього фільму та траурна фінальна сцена, доповнена незвично відвертим філософським коментарем («Хіба життя не розчаровує?» — запитує молода жінка, на що її невістка просто відповідає: «Так, розчаровує», — зі значно менш простою посмішкою), роблять його більш доречною лебединою піснею. Проте, завдяки вишуканій витонченості стилю та тем Озу, а також загальній атмосфері ностальгії та втрат, «Осінній полудень» справді відчувається як підсумок його кар'єри — і це, зрештою, його останній шедевр.

### Домашні медіа
The Criterion Collection випустила фільм у США на DVD у 2008 році, а на Blu-ray з цифровою реставрацією у форматі 4K та нестисненою монозвуковою доріжкою у 2014 році.
У 2011 році BFI випустило двоформатне видання для регіону 2 (Blu-ray + DVD). До цього видання входить презентація фільму «Курка на вітрі» у стандартній якості.

## За кадром
Розміщення алкогольних напоїв можна вважати раннім прикладом продакт-плейсменту. Принаймні половина етикетки кожної пляшки звернена до камери, що дозволяє розпізнати бренди, наприклад, зірку на етикетці пивної пляшки Sapporo, пляшку Johnny Walker, пляшки на полицях у барі. На стіні бару також є дві великі вивіски Suntory. Назва бару — Tory's Bar — може бути відсиланням до віскі «Tory's Whisky», випущеного після Другої світової війни. Однак різні напої виробляються/імпортуються двома конкуруючими компаніями — Suntory (наприклад, віскі) та Sapporo (наприклад, пиво). Навряд чи це розміщення пов'язане з комерційним спонсорством, а радше є свідченням бачення Озу персонажів та їхніх звичок щодо вживання алкоголю.